# باشگاه فوتبال کولواله
باشگاه فوتبال کولواله یک باشگاه فوتبال در جزایر سلیمان است که در تلکام اس‌لیگ بازی می‌کند. آنها در هونیارا مستقر هستند و زمین آنها ورزشگاه لاسون تاما است.
کولواله یکی از موفق‌ترین باشگاه‌های جزایر سلیمان در سال‌های اخیر بوده است. و قهرمانی باشگاه‌های ملی جزایر سلیمان در سال‌های ۲۰۰۳ و ۲۰۰۸ را بدست آورده است.

## افتخارات
- تلکام اس‌لیگ: ۴ قهرمانی
- جام حذفی جزایر سلیمان: ۳ قهرمانی
- لیگ قهرمانان اقیانوسیه: ۱ نایب قهرمانی